# Calosphen meridionalis
Calosphen meridionalis är en tvåvingeart som beskrevs av Willi Hennig 1934. Calosphen meridionalis ingår i släktet Calosphen och familjen skridflugor.
Artens utbredningsområde är Bolivia. Inga underarter finns listade i Catalogue of Life.